# Kurt Wittlinger
Kurt Hermann Wittlinger (* 2. Februar 1892 in Dresden als Curt Hermann Wittlinger; † 9. Januar 1980 in Karl-Marx-Stadt) war ein deutscher Architekt und Hochschullehrer.

## Leben und Wirken
Wittlinger war der Sohn des Kassenkontrolleurs Friedrich Adolph Hermann Wittlinger. Das Chemnitzer Adressbuch 1943/1944 weist ihn als „Prof., Reg.-Baumeister, Archit., Am Flughafen 4“ aus. Er hatte eine Professur für Architektur und Hochbau an der Staatlichen Akademie für Technik, der heutigen Technischen Universität Chemnitz. Wittlinger war u. a. der Architekt des „Wettiner Hofes“ in Bad Elster und des Hotels „Chemnitzer Hof“ in Chemnitz sowie für den Campus der heutigen Technischen Universität Chemnitz an der Reichenhainer Straße und nach den Kriegszerstörungen aktiv am Wiederaufbau von Chemnitz beteiligt. U. a. entwarf er den Kindergarten Wiesenstraße 1.